# Washington Boro
Washington Boro es un lugar designado por el censo ubicado en el condado de Lancaster en el estado estadounidense de Pensilvania. En el año 2010 tenía una población de 729 habitantes.

## Geografía
Washington Boro se encuentra ubicado en las coordenadas 40°0′24″N 76°28′8″O / 40.00667, -76.46889.. Según la Oficina del Censo de los Estados Unidos, Washington Boro tiene una superficie total de 1,92 mi² (5 km²), de la cual 1,92 mi² (5 km²) corresponden a tierra firme y 0 mi² (0 km²) es agua.